# Calendrier liturgique orthodoxe éthiopien
Pour les articles homonymes, voir Calendrier liturgique orthodoxe et Calendrier éthiopien.
Le calendrier liturgique orthodoxe éthiopien est la version du calendrier liturgique orthodoxe en usage au sein de l'Église orthodoxe éthiopienne, en Éthiopie et dans les communautés de cette Église hors d'Éthiopie. 
Ce calendrier présente la particularité, parmi les calendriers liturgiques chrétiens, de comporter des fêtes célébrées chaque mois du calendrier éthiopien : la Sainte Trinité le 7 de chaque mois, l'archange Michel le 12, l'archange Gabriel le 19, l'Assomption de Marie le 21, la mort du Seigneur le 27 et la naissance du Christ le 29.